# 171-й винищувальний авіаційний полк (СРСР)
171-й винищувальний авіаційний полк (рос. 171-й истребительный авиационный полк) — полк за часів Другої світової війни у складі ВПС СРСР.

## Історія
Полк сформовано в квітні —1941 року на аеродромі м. Мясново, Тула.
На фронтах радянсько — німецької війни з 21 серпня 1941.
Розформований у січні 1992.

## Бойова діяльність полку у часи Другої Світової війни
| Період                  | Бойові вильоти | Втрати (літаки / пілоти) |
| ----------------------- | -------------- | ------------------------ |
| 21.09.1941 — 06.07.1942 | 2883           | 4/1                      |
| 06.07.1942 0 15.10.1943 | 1863           | 37/26                    |
| 15.10.1943 — 09.05.1945 | 2854           | 16/16                    |
| Разом                   | 7600           | 71/53                    |

## Командири полку
| Період                  | Командир полку                            |
| ----------------------- | ----------------------------------------- |
| 15.04.1941 — 01.01.1942 | майор Семенов                             |
| 01.01.1942 — 24.01.1944 | майор Орляхін Семен Іванович              |
| 24.01.1944 — 16.02.1944 | майор Шевцов ОЛександр Григорович (т.в.о) |
| 16.02.1944 — 18.05.1945 | майор Халутін Олександр Іванович          |

## Матеріальна частина полку
| Дата              | Тип літака |
| ----------------- | ---------- |
| 04.1941 — 01.1942 | І-16       |
| 04.1941 — 08.1941 | І-153      |
| 08.1941 — 04.1943 | МіГ-3      |
| 04.1943 — 11.1944 | Ла-5       |
| 11.1944 — 05.1945 | Ла-7       |